# Павложья
Павложья, Быковка — реки в России, протекают в Великоустюгском районе Вологодской области. По данным карт Росреестра Быковка впадает в реку Павложью, приток Шомоксы. По данным водного реестра в Шомоксу впадает сама Быковка. Устье Павложьей находится в 14 км по левому берегу Шомоксы у деревни Погорелово. Длина Паложьей с Быковкой составляет 22 км.
Притоки реки Павложья: Мериков, Большая Сычиха, Сидориха, Быковка, Нолима.

## Данные водного реестра
По данным государственного водного реестра России относится к Двинско-Печорскому бассейновому округу, водохозяйственный участок реки — Северная Двина от начала реки до впадения реки Вычегда, без рек Юг и Сухона (от истока до Кубенского гидроузла), речной подбассейн реки — Сухона. Речной бассейн реки — Северная Двина.
Код объекта в государственном водном реестре — 03020100312103000013514.